# Michalina
Michalinaⓘ – imię żeńskie pochodzenia hebrajskiego, żeński odpowiednik imienia Michał. Oznacza „któż [jest] jak Bóg”. Imię to nadawane jest w tej formie w Polsce przynajmniej od 1744 roku, natomiast już w średniowieczu notowano jako żeński odpowiednik Michała formę Michaelis (łac.), zdrobniale – Michałka. Wśród imion nadawanych nowo narodzonym dzieciom, Michalina w 2018 r. zajmowała 24. miejsce w grupie imion żeńskich.

## Michalinaimieninyobchodzi
- 19 czerwca (na pamiątkę św. Michaliny Metelli),
- 24 sierpnia (na pamiątkę św. Marii Michaeli od Najświętszego Sakramentu),
- 29 września (na pamiątkę św. Michała archanioła).

## W innych językach
- ang. Michelle
- cz. Michaela[4]
- niem. Michaela[4]
- franc. Michelle, Michèle
- hiszp. Miguela
- rum. Mihaela
- słow. Michaela[4]

## Znane osoby o imieniuMichalina

### Święte i błogosławione
- bł. Michalina z Pesaro
- bł. Michalina Jozafata Hordaszewska

### Pozostałe osoby
- Michelle Akers – amerykańska piłkarka
- Michelle Alves – brazylijska modelka
- Michelle Bachelet – chilijska polityk, prezydent
- Michelle Branch – amerykańska piosenkarka
- Mihaela Buzărnescu – rumuńska tenisistka
- Micheline Calmy-Rey – szwajcarska działaczka polityczna
- Michaela Conlin – amerykańska aktorka
- Michelle Bachelet
- Michaela Dorfmeister
- Michelle Forbes – aktorka amerykańska
- Michelle Gisin (ur. 1993) – szwajcarska narciarka alpejska, mistrzyni olimpijska, wicemistrzyni świata seniorek i juniorek
- Michaela von Habsburg – arcyksiężna Austrii
- Misheel Jargalsaikhan
- Michaela Kirchgasser – austriacka narciarka alpejska
- Michelle Kwan (ur. 1980) – amerykańska łyżwiarka figurowa pochodzenia chińskiego
- Michelle McLean – Miss Universe w 1992
- Mihaela Melinte – rumuńska lekkoatletka, młociarka
- Michelle Monaghan – aktorka amerykańska
- Michele Mouton – francuska automobilistka, wicemistrzyni świata WRC w 1982
- Michelle Obama – żona byłego prezydenta USA Baracka Obamy
- Micheline Ostermeyer – francuska lekkoatletka i pianistka
- Mihaela Peneș – rumuńska lekkoatletka, oszczepniczka, mistrzyni olimpijska
- Michelle Pfeiffer – amerykańska aktorka i piosenkarka
- Michelle Phillips – amerykańska piosenkarka i aktorka
- Mihaela Purdea – rumuńska biathlonistka, olimpijka
- Michelle Richfield – brytyjska wokalistka metalowa
- Michelle Rodriguez – amerykańska aktorka
- Michalina Rogińska – tancerka Teatru Wielkiego w Warszawie
- Mihaela Runceanu – rumuńska piosenkarka
- Mihaela Sandu – rumuńska szachistka, arcymistrzyni od 2008 roku
- Michaela Tabb – angielska sędzia snookerowa
- Michalina Tatarkówna-Majkowska (1908–1986) – polska działaczka partii komunistycznych, posłanka na Sejm PRL I, II, III i IV kadencji, I sekretarz Komitetu Łódzkiego PZPR
- Michelle Williams – amerykańska aktorka
- Michelle Williams –  amerykańska aktorka i piosenkarka
- Michalina Wisłocka – polska lekarka
- Sarah Michelle Gellar – amerykańska aktorka
- Katarzyna Michalina Habsburg – infantka Hiszpanii, księżna Sabaudii
- Laura Michelle Kelly – angielska aktorka i piosenkarka
- Ursula Micaela Morata (1628–1703) – Służebnica Boża Kościoła katolickiego, mistyczka

### Postaci fikcyjne
- Michelle Dubois, bohaterka ’Allo ’Allo!
- Misia, jedna z bohaterek powieści Olgi Tokarczuk „Prawiek i inne czasy"
- Michelle Kaiou/Michiru Kaiō, jedna z postaci z mangi i anime Czarodziejka z Księżyca
- Michelle Richardson, bohaterka brytyjskiego serialu Kumple (Skins)
- Michelle Tanner, bohaterka amerykańskiego serialu Pełna chata
- Michalina Ostrzeńska, postać z powieści Noce i dnie Marii Dąbrowskiej